# 名古屋市歯科医師会附属歯科衛生士専門学校
名古屋市歯科医師会附属歯科衛生士専門学校（なごやししかいしかいふぞく しかえいせいしせんもんがっこう）は、愛知県名古屋市北区黒川本通にある歯科衛生士を養成する専修学校。

## 沿革
- 1984年（昭和59年）4月 - 名古屋市歯科医師会により設立される[1]。

## アクセス
- 名古屋市営地下鉄名城線・名古屋市営バス 黒川下車 東へ徒歩4分[2]